# アルドール

アルドールの一般式。R3が-Hのときβ-ヒドロキシアルデヒド、それ以外のときはβ-ヒドロキシケトンと呼ぶ。

アルドール (aldol) とは、広義にはアルデヒド基とヒドロキシ基の両方の官能基を持つ有機化合物のことで、アルデヒド (aldehyde) とアルコール (alcohol) を合成した語である。アルドール縮合によって生成する。
狭義にはアセトアルデヒド（エタナール）のアルドール縮合によって生成する3-ヒドロキシブタナールのことを指し、これは分子式 C4H8O2、示性式 CH3CH(OH)CH2CHO、分子量が88.11の化合物である。